# Classic Sud Ardèche 2018
La 18.ª edición de clásica ciclista francesa Classic Sud Ardèche se celebró el 24 de febrero de 2018, con inicio y final en la ciudad de Guilherand-Granges.
La carrera hizo parte del UCI Europe Tour 2018, dentro de la categoría UCI 1.1 y fue ganada por el corredor francés Romain Bardet del equipo AG2R La Mondiale. El podio lo completaron el ciclista alemán Maximilian Schachmann del Quick-Step Floors y el ciclista francés Lilian Calmejane del Direct Énergie.

## Equipos
Tomaron la partida un total de 22 equipos, de los cuales 5 fueron de categoría UCI WorldTeam, 13 Profesional Continental, 3 Continental y 1 selección nacional, quienes conformaron un pelotón de 150 ciclistas de los cuales terminaron 110.
| WorldTeams (5)- AG2R La Mondiale - Trek-Segafredo - FDJ - Quick-Step Floors - Astana Equipos continentales profesionales (13)- Delko-Marseille Provence-KTM - Direct Énergie - Fortuneo-Samsic - Cofidis, Solutions Crédits - Vital Concept - Aqua Blue Sport - Androni Giocattoli-Sidermec - WB-Aqua Protect-Veranclassic - Roompot-Nederlandse Loterij - Nippo-Vini Fantini-Europa Ovini - Bardiani CSF - Wanty-Groupe Gobert - Rally Cycling Equipos continentales (3)- Roubaix Lille Métropole - Saint Michel-Auber 93 - Virtu Cycling Equipo nacional- Francia sub-23 |
| |

## Clasificación final
Los 10 primeros clasificados fueron:
| \| Clasificación general \| Clasificación general \| Clasificación general \| Clasificación general \| Clasificación general \| \| Ciclista \| Ciclista \| Equipo \| Tiempo \| \| \| --------------------- \| --------------------- \| ---------------------------- \| --------------------- \| --------------------- \| \| 1.º \| Romain Bardet \| AG2R La Mondiale \| 5 h 37 min 13 s \| \| \| 2.º \| Maximilian Schachmann \| Quick-Step Floors \| + 47 s \| \| \| 3.º \| Lilian Calmejane \| Direct Énergie \| + 56 s \| \| \| 4.º \| Alexis Vuillermoz \| AG2R La Mondiale \| + 56 s \| \| \| 5.º \| David Gaudu \| FDJ \| + 56 s \| \| \| 6.º \| Jhonatan Narváez \| Quick-Step Floors \| + 56 s \| \| \| 7.º \| Quentin Pacher \| Vital Concept \| + 56 s \| \| \| 8.º \| Pierre Latour \| AG2R La Mondiale \| + 56 s \| \| \| 9.º \| Eliot Lietaer \| WB-Aqua Protect-Veranclassic \| + 1 min 09 s \| \| \| 10.º \| Romain Sicard \| Direct Énergie \| + 1 min 09 s \| \| |                       |                              |                 |
| |                       |                              |                 |
| Fuentes: ProCyclingStats Cycling Quotient |                       |                              |                 |
| Clasificación general |                       |                              |                 |
| Ciclista | Ciclista              | Equipo                       | Tiempo          |
| 1.º | Romain Bardet         | AG2R La Mondiale             | 5 h 37 min 13 s |
| 2.º | Maximilian Schachmann | Quick-Step Floors            | + 47 s          |
| 3.º | Lilian Calmejane      | Direct Énergie               | + 56 s          |
| 4.º | Alexis Vuillermoz     | AG2R La Mondiale             | + 56 s          |
| 5.º | David Gaudu           | FDJ                          | + 56 s          |
| 6.º | Jhonatan Narváez      | Quick-Step Floors            | + 56 s          |
| 7.º | Quentin Pacher        | Vital Concept                | + 56 s          |
| 8.º | Pierre Latour         | AG2R La Mondiale             | + 56 s          |
| 9.º | Eliot Lietaer         | WB-Aqua Protect-Veranclassic | + 1 min 09 s    |
| 10.º | Romain Sicard         | Direct Énergie               | + 1 min 09 s    |

## UCI World Ranking
La Classic Sud Ardèche otorga puntos para el UCI Europe Tour 2018 y el UCI World Ranking, este último para corredores de los equipos en las categorías UCI WorldTeam, Profesional Continental y Equipos Continentales. Las siguientes tablas muestran el baremo de puntuación y los 10 corredores que obtuvieron más puntos:
| Posición   | 1º  | 2º | 3º | 4º | 5º | 6º | 7º | 8º | 9º | 10º | 11º | 12º | 13º-15º | 16º-25ª |
| Puntuación | 125 | 85 | 70 | 60 | 50 | 40 | 35 | 30 | 25 | 20  | 15  | 10  | 5       | 3       |

| 1.º  | Romain Bardet         | Ag2r La Mondiale             | 125 |
| 2.º  | Maximilian Schachmann | Quick-Step Floors            | 85  |
| 3.º  | Lilian Calmejane      | Direct Énergie               | 70  |
| 4.º  | Alexis Vuillermoz     | Ag2r La Mondiale             | 60  |
| 5.º  | David Gaudu           | FDJ                          | 50  |
| 6.º  | Jhonatan Narváez      | Quick-Step Floors            | 40  |
| 7.º  | Quentin Pacher        | Vital Concept                | 35  |
| 8.º  | Pierre Latour         | Ag2r La Mondiale             | 30  |
| 9.º  | Eliot Lietaer         | WB-Aqua Protect-Veranclassic | 25  |
| 10.º | Romain Sicard         | Direct Énergie               | 20  |